# Scott Reeves
Pour les articles homonymes, voir Scott Reeves (homonymie).
Scott Reeves est un acteur et chanteur de musique country américain né le 16 mai 1966 à Delight dans l'Arkansas. Il est surtout connu pour ses rôles dans les soap operas américains et notamment pour avoir joué le rôle de Ryan McNeil pendant dix ans dans Les Feux de l'amour.

## Biographie
En plus d'être acteur, Scott fait partie d'un duo de musique country créé avec son ami Aaron Benward depuis 2003. Ce duo, portant le nom de Blue County, fut nommé aux Country Music Association Awards ainsi qu'à l'Academy of Country Music pour ses titres Good Little Girls et That's Cool.

En tant qu'acteur, Scott fut également nommé en 1997 et en 1998 en tant que meilleur acteur dans un second rôle dans une série dramatique aux Daytime Emmy Awards mais n'en remporta aucun.

Côté vie privée, Scott est marié depuis mars 1990 avec l'actrice de soap operas Melissa Reeves. Ils ont ensemble deux enfants : Emily Taylor Reeves, née le 23 juin 1992 et Lawrence 'Larry' David Reeves né le 4 août 1997.

## Filmographie

### Cinéma
- 2002 : Waitin' to live de Joey Travolta : Gilbert Ray Johnson
- 2001 : Basic training de David O'Malley (court-métrage) : Alan
- 1991 : Edge of Honor de Michaël Spence : Luke
- 1989 : Vendredi 13, l'ultime retour de Rod Hedden : Sean Robertson
- 1989 : Big man on campus de Jeremy Kagan : Emcee

### Télévision
- 2015 : Finding Carter : Bill
- 2009 - : Hôpital central : Dr. Steve Webber
- 2007 : Final Approach d'Armand Mastroianni : Dan Reynolds
- 2005 : As the World Turns (1 épisode) : Lui-même
- 2001 : Les Anges du bonheur (saison 8, épisode 4) : Peter
- 1991 - 2001 : Les Feux de l'amour de Lee Philipp Bell, William J. Bell & all. : Ryan McNeil
- 2001 : Un gars du Queens de Rob Schiller (saison 3, épisode 17) : Ryan McNeil
- 1999 : Les petites surprises de la vie de Douglas Barr :  Keith Dilley
- 1998 : La Vie à tout prix (Chicago Hope) de Bill D'Elia (saison 5, épisode 8) : Todd Landers
- 1997 : When the Cradle Falls de Paul Schneider : Brian McDermott
- 1996 : Hearts Adrift de Vic Sarin : Kyle Raines
- 1990 : Teen angel returns de Marc Jean : Brian
- 1989 : I know my first name is Steven de Larry Elikann : Bruce
- 1988 - 1989 : The Munsters Today de Norman Abbott et Peter Isacksen (3 épisodes) : Dustin Nelson
- 1988 : Des jours et des vies d'Alan Chase, Ted Corday & all. : Jake Horgansen

## Récompenses et nominations
Daytime Emmy Awards
- 1997 : Nommé, "Meilleur acteur dans un second rôle dans une série dramatique" - Les Feux de l'amour
- 1998 : Nommé, "Meilleur acteur dans un second rôle dans une série dramatique" - Les Feux de l'amour

Soap Opera Digest Awards
- 1993 : Nommé, Meilleur jeune acteur - Les Feux de l'amour
- 1994 : Gagnant, Meilleur jeune acteur - Les Feux de l'amour
- 1999 : Nommé, Meilleur jeune acteur - Les Feux de l'amour